# ブロードストリート
ブロードストリート（欧字名:Broad Street、2006年3月28日 - 2024年4月8日）は、日本の競走馬。主な勝ち鞍に2009年のローズステークス。
馬名の由来はアメリカ合衆国・フィラデルフィアの通りの名前より。

## 来歴

### 2008年
デビューは12月21日の阪神の芝1600m。ディープインパクトの半妹ランズエッジ（2番人気6着）や、ヴァーミリアンの半妹フィロンルージュ（5番人気15着）等、良血馬を押さえ1番人気に支持され、人気に応え勝利する。

### 2009年
2戦目は1月17日の京都の芝1600mの500万下の平場戦も1番人気に応え、2勝目を挙げた。そして桜花賞の優先出走権をかけて出走した阪神のチューリップ賞は前年の最優秀2歳牝馬ブエナビスタに次ぐ2番人気だったが、4着に敗れて優先出走権は獲得できなかった。その後、桜花賞当日に行われた忘れな草賞に出走。1番人気に支持されたが2着に敗れ賞金を上積みすることはできなかった。オークス（優駿牝馬）への優先出走権をかけて出走したスイートピーステークスでも1番人気に支持され、ここは人気に応え快勝。晴れてオークスへの優先出走権を獲得した。そして、オークスはブエナビスタの4着だった。しかし、このレースで先着を許したのは桜花賞の1 - 3着馬のみで、能力は一線級でも通じることを証明した。
夏場は休養に充てて秋初戦はローズステークスに出走。5番人気ではあったが、春2冠とも2着で断然人気のレッドディザイアにクビ差先着し、勝ち時計も阪神芝1800mのコースレコードとなる1分44秒7で重賞初制覇となった。これにより、秋華賞ではそのレッドディザイア、ブエナビスタに次ぐ3番人気に支持されたが、ブエナビスタが第4コーナーにて本馬の進路を妨害（降着処分）し、2着（3位入線後繰上げ）となった。続くエリザベス女王杯ではクイーンスプマンテとテイエムプリキュアの、伏兵2頭の大逃げが決まる展開等もあり、6着に終わった。

### 2010年
明け4歳緒戦は3月21日の六甲ステークスに出走。休み明けや、牝馬で57kgのハンデを背負ったこともあってか、中団追走も伸び切れず8着に敗れた。続く阪神牝馬ステークスでは人気通りの4着だった。なお、半姉のストリートスタイル（14着）も出走していた。本番のヴィクトリアマイルでは好位中団から追い上げるも5着に敗れた。夏の休養を挟んで秋初戦の府中牝馬ステークスに3番人気で出走、中団から追い上げるも伸びを欠き6着に敗れた。続くアンドロメダステークスでは道中中団のインコースを追走し、直線で馬群を縫うように伸びてきたが3着に敗れた。愛知杯では1番人気で出走、中団追走から3コーナーで徐々に進出し、直線でセラフィックロンプとともに抜け出して一騎討ちになったがハナ差で2着に敗れた。

### 2011年
緒戦の京都牝馬ステークスではスタートで出遅れて7着、続く中京記念では道悪馬場がこたえて見せ場がなく8着、中山牝馬ステークスでは11着、ヴィクトリアマイルでは当初騎乗予定だった藤田伸二が感冒のため武士沢友治に乗り替わったが9着と惨敗が続いていた。マーメイドステークスでは中団で待機すると直線で馬群の間から抜け出したが、大外から伸びてきたフミノイマージンにかわされたものの2着と好走した。クイーンステークスでは後方から脚を伸ばしてくるが4着。府中牝馬ステークスでは中団追走も直線で伸びず9着、エリザベス女王杯では10着に敗れる。愛知杯では中団から脚を伸ばしたがフミノイマージンの半馬身差の2着となった。

### 2012年
緒戦の小倉大賞典では後方から脚を伸ばすも、直線で前が詰まり5着。中山牝馬ステークスでも7着と振るわなかった。3月14日付けで競走馬登録を抹消された。

### 引退後
引退後は下河辺牧場日高支場で繁殖牝馬となる。
2024年4月8日に死亡した。18歳没。

## 特徴・エピソード
- デビュー前から体質の弱さが指摘されており、このことから12月というやや遅めの時期にデビューとなった。
- 初重賞制覇したローズステークスの際に、出走前、藤原英昭調教師は「追い切りの動きは自分が思っていた感じには及ばなかったが……それに春と比べて馬体の成長も案外な点も物足りなさが残る。」と弱気なコメントをしていた。なお、レース後には「この馬はやはり強いですね。春は厳しいローテーションでもオークス４着でしたし、思っていた以上に力があったということでしょう。」とコメントしている。

## 競走成績
| 年月日 | 年月日 | 年月日 | 競馬場 | 競走名             | 格     | 頭数 | オッズ （人気） | オッズ （人気） | 着順 | 騎手       | 斤量 | 距離（馬場）  | タイム （上り3F） | タイム 差 | 勝ち馬/（2着馬）       |
| 2008.  | 12.    | 12     | 阪神   | 2歳新馬            |        | 18   | 1.4             | （1人）         | 01着 | 後藤浩輝   | 54   | 芝1600m（良） | 01:38.8 (34.6)    | -0.3      | （フローズンダイキリ） |
| 2009.  | 1.     | 17     | 京都   | 3歳500万下         |        | 15   | 3.1             | （1人）         | 01着 | 藤田伸二   | 54   | 芝1600m（良） | 01:35.3 (34.7)    | -0.4      | （ファミリズム）       |
|        | 3.     | 7      | 阪神   | チューリップ賞     | JpnIII | 13   | 8.8             | （2人）         | 04着 | 藤田伸二   | 54   | 芝1600m（良） | 01:37.0 (35.1)    | -0.5      | ブエナビスタ           |
|        | 4.     | 12     | 阪神   | 忘れな草賞         | OP     | 16   | 2.5             | （1人）         | 02着 | 藤田伸二   | 54   | 芝2000m（良） | 02:01.9 (34.9)    | -0.2      | デリキットピース       |
|        | 5.     | 3      | 東京   | スイートピーS      | OP     | 18   | 1.9             | （1人）         | 01着 | 藤田伸二   | 54   | 芝1800m（良） | 01:48.2 (33.8)    | -0.2      | （サクラローズマリー） |
|        | 5.     | 24     | 東京   | 優駿牝馬           | JpnI   | 17   | 33.1            | （6人）         | 04着 | 藤田伸二   | 55   | 芝2400m（良） | 02:26.9 (34.7)    | -0.8      | ブエナビスタ           |
|        | 9.     | 20     | 阪神   | ローズS            | JpnII  | 18   | 28.2            | （5人）         | 01着 | 藤田伸二   | 54   | 芝1800m（良） | R1:44.7 (34.2)    | -0.0      | （レッドディザイア）   |
|        | 10.    | 18     | 京都   | 秋華賞             | GI     | 18   | 10.3            | （3人）         | 02着 | 藤田伸二   | 55   | 芝2000m（良） | 01:58.4 (34.3)    | -0.2      | レッドディザイア       |
|        | 11.    | 15     | 京都   | エリザベス女王杯   | GI     | 18   | 7.7             | （2人）         | 06着 | 藤田伸二   | 54   | 芝2200m（良） | 02:14.8 (33.2)    | -1.2      | クィーンスプマンテ     |
| 2010.  | 3.     | 21     | 阪神   | 六甲S              | OP     | 16   | 4.8             | （3人）         | 08着 | 藤田伸二   | 57   | 芝1600m（良） | 01:35.2 (35.4)    | -1.0      | スマイルジャック       |
|        | 4.     | 10     | 阪神   | 阪神牝馬S          | GII    | 18   | 7.6             | （4人）         | 04着 | 藤田伸二   | 56   | 芝1400m（良） | 01:20.6 (34.6)    | -0.4      | アイアムカミノマゴ     |
|        | 5.     | 16     | 東京   | ヴィクトリアマイル | GI     | 18   | 13.5            | （4人）         | 05着 | 藤田伸二   | 55   | 芝1600m（良） | 01:32.5 (33.9)    | -0.1      | ブエナビスタ           |
|        | 10.    | 17     | 東京   | 府中牝馬S          | GIII   | 17   | 6.3             | （3人）         | 06着 | 鮫島良太   | 55   | 芝1800m（良） | 01:46.8 (33.6)    | -0.4      | テイエムオーロラ       |
|        | 11.    | 13     | 京都   | アンドロメダS      | OP     | 13   | 6.9             | （3人）         | 03着 | 藤田伸二   | 55   | 芝2000m（良） | 01:59.9 (35.3)    | -0.4      | アドマイヤメジャー     |
|        | 12.    | 19     | 小倉   | 愛知杯             | GIII   | 18   | 4.1             | （1人）         | 02着 | 藤田伸二   | 56   | 芝2000m（良） | 01:59.5 (34.9)    | -0.0      | セラフィックロンプ     |
| 2011.  | 1.     | 30     | 京都   | 京都牝馬S          | GIII   | 16   | 5.1             | （3人）         | 07着 | 藤田伸二   | 55   | 芝1600m（良） | 01:34.3 (33.9)    | -0.6      | ショウリュウムーン     |
|        | 3.     | 20     | 小倉   | 中京記念           | GIII   | 16   | 9.6             | （6人）         | 08着 | 鮫島良太   | 55   | 芝2000m（稍） | 02:01.5 (37.0)    | -1.5      | ナリタクリスタル       |
|        | 4.     | 2      | 阪神   | 中山牝馬S          | GIII   | 18   | 12.5            | （5人）         | 11着 | 藤田伸二   | 56   | 芝1800m（良） | 01:46.7 (35.6)    | -1.3      | レディアルバローザ     |
|        | 5.     | 15     | 東京   | ヴィクトリアマイル | GI     | 17   | 165.8           | （15人）        | 09着 | 武士沢友治 | 55   | 芝1600m（良） | 01:32.5 (35.1)    | -0.6      | アパパネ               |
|        | 6.     | 19     | 阪神   | マーメイドS        | GIII   | 13   | 12.1            | （7人）         | 02着 | 岩田康誠   | 56   | 芝2000m（良） | 02:00.6 (34.7)    | -0.2      | フミノイマージン       |
|        | 8.     | 14     | 札幌   | クイーンS          | GIII   | 14   | 15.9            | （6人）         | 04着 | 藤田伸二   | 55   | 芝1800m（良） | 01:46.8 (35.3)    | -0.2      | アヴェンチュラ         |
|        | 10.    | 16     | 東京   | 府中牝馬S          | GII    | 16   | 17.0            | （6人）         | 09着 | 藤田伸二   | 55   | 芝1800m（稍） | 01:47.4 (34.2)    | -0.6      | イタリアンレッド       |
|        | 11.    | 13     | 京都   | エリザベス女王杯   | GI     | 18   | 101.3           | （14人）        | 10着 | 藤田伸二   | 56   | 芝2200m（良） | 02:12.9 (34.9)    | -1.3      | スノーフェアリー       |
|        | 12.    | 18     | 小倉   | 愛知杯             | GIII   | 16   | 31.5            | （9人）         | 02着 | 鮫島良太   | 55.5 | 芝2000m（良） | 01:59.5 (34.6)    | -0.1      | フミノイマージン       |
| 2012.  | 2.     | 4      | 小倉   | 小倉大賞典         | GIII   | 16   | 12.1            | （4人）         | 05着 | 鮫島良太   | 55   | 芝1800m（良） | 01:46.4 (34.4)    | -0.1      | エーシンジーライン     |
|        | 3.     | 11     | 中山   | 中山牝馬S          | GIII   | 16   | 18.7            | （9人）         | 07着 | 鮫島良太   | 55   | 芝1800m（重） | 01:51.2 (36.2)    | -0.6      | レディアルバローザ     |

- タイム欄のRはレコード勝ちを示す。

## 繁殖成績
|       | 馬名                     | 生年   | 性 | 毛色   | 父               | 馬主                                     | 厩舎                                                               | 戦績                       | 出典   |
| ----- | ------------------------ | ------ | -- | ------ | ---------------- | ---------------------------------------- | ------------------------------------------------------------------ | -------------------------- | ------ |
| 初仔  | ワンダーラスト           | 2013年 | 牝 | 鹿毛   | キングカメハメハ | 下河邉行雄 →（有）下河辺牧場 →下河邉行雄 | 栗東・藤原英昭 →園田・碇清次郎 →美浦・藤原辰雄                     | 26戦3勝 （引退・繁殖牝馬） | [ 16 ] |
| 2番仔 | ベストベット             | 2014年 | 牝 | 鹿毛   | キングズベスト   | 下河邉行雄                               | 美浦・手塚貴久                                                     | 8戦0勝 （引退・繁殖牝馬）  | [ 17 ] |
|       |                          | 2015年 |    |        | キングカメハメハ |                                          |                                                                    |                            | [ 18 ] |
| 3番仔 | サトノウィザード         | 2016年 | 牡 | 鹿毛   | ロードカナロア   | （株）サトミホースカンパニー             | 栗東・松田国英 →美浦・ 宮田敬介                                    | 17戦5勝（引退）            | [ 19 ] |
| 4番仔 | リーゼントフラム         | 2017年 | 牡 | 鹿毛   | ロードカナロア   | 三浦大輔                                 | 栗東・矢作芳人 →北海道・安田武広 →名古屋・角田輝也 →栗東・矢作芳人 | 24戦5勝（引退）            | [ 20 ] |
| 5番仔 | ブロードストリートの2019 | 2019年 | 牡 | 鹿毛   | ロードカナロア   |                                          |                                                                    | （未出走）                 | [ 21 ] |
| 6番仔 | セブンスストリート       | 2020年 | 牡 | 青鹿毛 | リオンディーズ   | 下河辺隆行                               | 栗東・吉岡辰弥 →園田・碇清次郎 →栗東・高橋康之                     | 17戦3勝（現役）            | [ 22 ] |
| 7番仔 |                          | 2022年 | 牡 | 鹿毛   | ロードカナロア   |                                          |                                                                    | （デビュー前）             | [ 23 ] |
| 8番仔 | ブロードバローズ         | 2023年 | 牡 | 青鹿毛 | エピファネイア   |                                          |                                                                    | （デビュー前）             | [ 24 ] |

- 情報は2024年10月4日現在[25][18]

## 血統表
| ブロードストリートの血統       | ブロードストリートの血統                             | ブロードストリートの血統   | （血統表の出典）           | （血統表の出典） |
| 父系                           | サンデーサイレンス系                                 | サンデーサイレンス系       | サンデーサイレンス系       | [ § 2 ]          |
| 父 アグネスタキオン 1998 栗毛  | 父の父*サンデーサイレンス Sunday Silence 1986 青鹿毛 | Halo                       | Hail to Reason             | Hail to Reason   |
| 父 アグネスタキオン 1998 栗毛  | 父の父*サンデーサイレンス Sunday Silence 1986 青鹿毛 | Halo                       | Cosmah                     |                  |
| 父 アグネスタキオン 1998 栗毛  | 父の父*サンデーサイレンス Sunday Silence 1986 青鹿毛 | Wishing Well               | Understanding              | Understanding    |
| 父 アグネスタキオン 1998 栗毛  | 父の父*サンデーサイレンス Sunday Silence 1986 青鹿毛 | Wishing Well               | Mountain Flower            |                  |
| 父 アグネスタキオン 1998 栗毛  | 父の母アグネスフローラ 1987 鹿毛                     | *ロイヤルスキー            | Raja Baba                  | Raja Baba        |
| 父 アグネスタキオン 1998 栗毛  | 父の母アグネスフローラ 1987 鹿毛                     | *ロイヤルスキー            | Coz o'Nijinsky             |                  |
| 父 アグネスタキオン 1998 栗毛  | 父の母アグネスフローラ 1987 鹿毛                     | アグネスレディー           | *リマンド                  | *リマンド        |
| 父 アグネスタキオン 1998 栗毛  | 父の母アグネスフローラ 1987 鹿毛                     | アグネスレディー           | イコマエイカン             |                  |
| 母 *フィラストリート 1994 鹿毛 | 母の父Cozzene 1980                                   | Caro                       | *フォルティノ              | *フォルティノ    |
| 母 *フィラストリート 1994 鹿毛 | 母の父Cozzene 1980                                   | Caro                       | Chambord                   |                  |
| 母 *フィラストリート 1994 鹿毛 | 母の父Cozzene 1980                                   | Ride the Trails            | Prince John                | Prince John      |
| 母 *フィラストリート 1994 鹿毛 | 母の父Cozzene 1980                                   | Ride the Trails            | Wildwook                   |                  |
| 母 *フィラストリート 1994 鹿毛 | 母の母Phydilla 1978                                  | Lyphard                    | Northern Dancer            | Northern Dancer  |
| 母 *フィラストリート 1994 鹿毛 | 母の母Phydilla 1978                                  | Lyphard                    | Goofed                     |                  |
| 母 *フィラストリート 1994 鹿毛 | 母の母Phydilla 1978                                  | Godzilla                   | Gyr                        | Gyr              |
| 母 *フィラストリート 1994 鹿毛 | 母の母Phydilla 1978                                  | Godzilla                   | Gently                     |                  |
| 母系(F-No.)                    | (FN:6-b)                                             | (FN:6-b)                   | (FN:6-b)                   | [ § 3 ]          |
| 5代内の近親交配                | Grey Sovereign 5･5（母内）                           | Grey Sovereign 5･5（母内） | Grey Sovereign 5･5（母内） | [ § 4 ]          |
| 出典                           | 1. 2. 3. 4.                                          | 1. 2. 3. 4.                | 1. 2. 3. 4.                | 1. 2. 3. 4.      |

- 兄に青葉賞3着のフィニステール（父：ダンスインザダーク）がいる。
- 母の姉の仔にスプリンターズステークス勝ちのヒシアケボノと海外G1勝ちしているアグネスワールドがいる。